# Pavlik
A Pavlik (más néven Pávlik, Pál-patak, ukránul: Павлик [Pavlik]) patak Kárpátalján, a Fehér-Tisza jobb oldali mellékvize. Hossza 12 km, vízgyűjtő területe 28,4 km². Esése 75 ‰.

## Települések a folyó mentén
- Vidráspatak (Видричка)